# OSE série E 120
La série E120 ou HellasSprinter est la première série de locomotives électriques de l'OSE (chemins de fer grecs). Elles sont le premier (et seul) modèle de locomotive électrique des chemins de fer grecs. 

## Historique
Un total de 30 locomotives a été livré en deux tranches entre 1996 et 2005. Les H 561 à 566 sont construites par Krauss-Maffei en 1997 et les 120-007 à -030 par Siemens en 2004-2005.
Les machines de la première tranche sont renumérotées 120-001 à 006 entre 2005 et 2009 sauf la H 564 victime d'un déraillement en 2000.

## Caractéristiques
Les locomotives de la série 120 sont basées sur le prototype EuroSprinter "ES 64 P", qui a été adapté pour une puissance plus faible de 5 000 kW, un poids plus faible de 80 tonnes et des composants électriques fonctionnant au système 25 kV AC - 50 Hz grec.
Elles sont équipées pour le chauffage électrique des rames voyageurs.
Elles disposent du freinage pneumatique et électrique de l'engin moteur, et du freinage pneumatique des trains.

## Services effectués
Les locomotives sont actuellement (mars 2023) en service sur les sections électrifiées Thessalonique-Idomeni et Thessalonique-Domokos, pour la traction de trains de fret et de voyageurs.

## Accidents
La H 564, victime d'un déraillement en 2000 n'est pas réparée. Portant encore son numéro d'origine, elle est parquée au dépôt de Thessalonique.
Dans la nuit du 28 février 2023, les 120 012, 120 022 et 120 023 sont détruites lors d'une collision frontale impliquant un train de voyageurs Athènes - Thessalonique et un train transportant des conteneurs. Au moins 57 personnes perdent la vie.